# 2021年の鉄道
2021年の鉄道（2021ねんのてつどう）とは、2021年（令和3年）に起こった鉄道関係の出来事をまとめたページである。
2020年の鉄道 - 2021年の鉄道 - 2022年の鉄道

## 出来事の一覧

### 1月
- 1月1日
  -  富山地方鉄道
    - （駅名改称） トヨタモビリティ富山 Gスクエア五福前（五福末広町）停留場 ← 富山トヨペット本社前（五福末広町）停留場[1]
- 1月12日
  -  高雄捷運[2]
    - （延伸開業） 環状軽軌 哈瑪星駅 - 鼓山区公所駅間、凱旋公園駅 - 籬仔内駅間
    - （新駅開業） 寿山公園駅、文武聖殿駅、鼓山区公所駅、凱旋公園駅、衛生局駅、五権国小駅、凱旋武昌駅、凱旋二聖駅、軽軌機廠駅
- 1月20日
  -  韓国鉄道公社
    - （駅名改称中止） 陵ギル駅 ← 新吉温泉駅[3]
- 1月31日
  -  ミラノ地下鉄
    - （新規開業） ミラノ地下鉄M4線[4]

### 3月
- 3月12日
  -  東日本旅客鉄道
    - （駅廃止） 赤岩駅（奥羽本線）[5][6]
- 3月13日
  -  北海道旅客鉄道
    - （駅廃止）　伊納駅（函館本線）、南斜里駅（釧網本線）、北日ノ出駅、将軍山駅、東雲駅、生野駅（石北本線）、南比布駅、北比布駅、東六線駅、北剣淵駅、下士別駅、北星駅、南美深駅、紋穂内駅、豊清水駅、安牛駅、上幌延駅、徳満駅（宗谷本線）[7]

  -  東日本旅客鉄道
    - （新駅開業） 泉外旭川駅（奥羽本線 秋田駅 - 土崎駅間）[8][9]
    - （列車廃止） 快速「仙台シティラビット」[10]
    - （列車廃止） 快速「湘南ライナー」・「おはようライナー新宿」・「ホームライナー小田原」[11][12]
    - （列車廃止） 快速「おはよう信越」・「らくらくトレイン信越」・「らくらくトレイン村上」[13]
    - （列車新設） 快速「信越」新潟駅 - 直江津駅間
    - （運転区間廃止） 特急「あかぎ」・「スワローあかぎ」（高崎線 高崎駅 − 前橋駅間）[14]
    - （SF導入）タッチでGo!新幹線（出典はリンク内）、東北新幹線：東京駅 - 盛岡駅 - 新青森駅間（盛岡駅以北は特定特急券（立席特急券相当）扱いで利用可、 秋田新幹線：盛岡駅 - 秋田駅間（特定特急券（立席特急券相当）扱いで利用可）、山形新幹線：福島駅 - 新庄駅間（新幹線停車駅相互間のみ、東北新幹線福島駅以南からの直通利用可）、上越新幹線：東京駅 - 新潟駅間・越後湯沢駅 - ガーラ湯沢駅間、北陸新幹線：東京駅 - 上越妙高駅間東日本管内全線、但し盛岡駅超えて使用できない。

  -  東海旅客鉄道
    - （TOICA導入） 東海道本線 函南駅 - 熱海駅間および醒ケ井駅 - 米原駅間、御殿場線 下曽我駅 - 国府津駅間[15][16]

  -  西日本旅客鉄道
    - （ICOCA導入） 関西本線 加茂駅 - 亀山駅間[17]、紀勢本線 紀伊田辺駅 - 新宮駅間[18][注 1]、福知山線 篠山口駅 - 福知山駅間、播但線 生野駅・竹田駅・和田山駅・山陰本線 園部駅 - 胡麻駅間および綾部駅・和田山駅・八鹿駅・江原駅・豊岡駅・城崎温泉駅、舞鶴線 西舞鶴駅・東舞鶴駅[19]、伯備線 備中高梁駅 - 新見駅間[20]、七尾線 津幡駅 - 和倉温泉駅間[21]
    - （運転区間短縮）特急「はるか」（東海道本線 京都駅 − 野洲駅間）[22]
    - （運転区間廃止）特急「はるか」（東海道本線 野洲駅 − 米原駅間）[23]

  -  九州旅客鉄道
    - （列車廃止） 特急「有明」[24]

  -  秋田内陸縦貫鉄道
    - （駅名改称） 阿仁前田温泉駅 ← 阿仁前田駅[25]

  -  ひたちなか海浜鉄道
    - （新駅開業） 美乃浜学園駅（湊線 平磯駅 - 磯崎駅間）[26]

  -  東武鉄道
    - （駅本設化） みなみ寄居駅（東上本線）[27]

  -  西武鉄道
    - （駅名改称） 多摩湖駅 ← 西武遊園地駅、西武園ゆうえんち駅 ← 遊園地西駅[28][29]

  -  えちごトキめき鉄道
    - （新駅開業） えちご押上ひすい海岸駅（日本海ひすいライン 糸魚川駅 - 梶屋敷駅間）[30][31]

  -  土佐くろしお鉄道
    - （新駅開業） あき総合病院前駅（ごめん・なはり線 球場前駅 - 安芸駅間）[32][33][34]

  -  肥薩おれんじ鉄道
    - （列車廃止） 快速「スーパーおれんじ」・「オーシャンライナーさつま」[35]
- 3月15日
  -  東日本旅客鉄道
    - （列車新設） 特急「湘南」新宿駅・東京駅 - 小田原駅・平塚駅間[36]

  -  西日本旅客鉄道
    - （運転区間延伸） 特急「らくラクはりま」大阪駅 - 新大阪駅間[37]
- 3月21日
  -  富山地方鉄道
    - （新駅開業） オークスカナルパークホテル富山前停留場（富山港線 富山駅停留場 - インテック本社前停留場）・龍谷富山高校前（永楽町）停留場（富山港線 インテック本社前停留場 - 奥田中学校前駅）[38][39][40][41][42]
- 3月25日
  -  韓国鉄道公社
    - （駅名改称撤回） 陵ギル駅 ← 新吉温泉駅[43]
- 3月28日
  -  東武鉄道
    - （駅高架化） 東武野田線（東武アーバンパークライン） 愛宕駅・野田市駅（清水公園駅 - 梅郷駅間 約2.9 km高架化）[44]
- 3月30日
  -  瀋陽地下鉄
    - （新駅開業） 皇姑屯站駅（9号線 淮河街瀋医二院駅 - 重型文化広場駅 ）

### 4月
- 4月1日
  -  北海道旅客鉄道
    - （路線廃止）日高本線 鵡川駅 - 様似駅間 （116.0 km）[45][46][47][48]
    - （駅廃止）汐見駅、富川駅、日高門別駅、豊郷駅、清畠駅、厚賀駅、大狩部駅、節婦駅、新冠駅、静内駅、東静内駅、春立駅、日高東別駅、日高三石駅、蓬栄駅、本桐駅、荻伏駅、絵笛駅、浦河駅、東町駅、日高幌別駅、鵜苫駅、西様似駅、様似駅（日高本線）

  -  秋田臨海鉄道
    - （路線廃止） 秋田臨海鉄道線（全線）[49][50][51]
    - （駅廃止）中島埠頭駅、秋田北港駅、向浜駅（秋田臨海鉄道線）
- 4月12日
  -  弘南鉄道[52]
    - （駅ナンバリング導入） 弘南線（全線）
- 4月22日
  -  泉陽興業
    - （新線開業） YOKOHAMA AIR CABIN 桜木町駅 - 運河パーク駅間（約630m）[53][54]
    - （新駅開業） 桜木町駅、運河パーク駅[53][54]
- 4月25日
  -  台中捷運[55][注 2]
    - （新規開業） 緑線（烏日文心北屯線） 北屯総駅 - 高鉄台中駅間 16.71km
    - （新駅開業） 北屯総駅、旧社駅、四維国小駅、文心崇徳駅、文心中清駅、文華高中駅、文心桜花駅、市政府駅、水安宮駅、文心森林公園駅、南屯駅、豊楽公園駅、九張犁駅、九徳駅

### 5月
- 5月22日
  -  南海電気鉄道
    - （駅高架化）南海本線 羽衣駅（上り線）[57]

  - 首都圏電鉄7号線（仁川交通公社）
    - （延伸開業） 富平区庁駅 - 石南駅[58]
    - （新駅開業） 山谷駅

### 6月
- 6月19日
  -  神戸新交通
    - （駅名改称） 計算科学センター駅 ← 京コンピュータ前駅[59][60][61][62]
- 6月27日
  -  香港MTR
    - （開通） 屯馬線 啓徳駅 - 紅磡駅間
    - （路線併合） 屯馬線 ← 西鉄線、屯馬線一期

### 8月
- 8月9日
  -  VRグループ
    - （新規開業） タンプレ・ライトレール（英語版）1号線 ３号線[63]
- 8月21日
  -  四日市あすなろう鉄道
    - （ICOCA導入） 内部線 あすなろう四日市駅 - 内部駅、八王子線 日永駅 - 西日野駅間[64]

### 9月
- 9月30日
  -  西日本旅客鉄道
    - (商品一部廃止) この日をもって、ICOCAエリア内で完結する区間の回数乗車券の販売を終了

### 10月
- 10月10日
  -  富山地方鉄道
    - （ICOCA導入） 富山軌道線・富山港線 全線[65]

### 11月
- 11月6日
  - ハノイ都市鉄道
    - （新規開業）ハノイ都市鉄道2A号線 カットリン駅 - イエンギア駅間 13.1 km[66]
- 11月29日
  - タイ国有鉄道
    - （正式開業）SRTダークレッドライン ランシット駅 - バーンスー中央駅（当時）間 22.48 km[67]

### 12月
- 12月2日
  -  老中鉄路
    - （新規開業） 中国ラオス鉄道[68][69]
- 12月16日
  -  高雄捷運公司[70]
    - （延伸開業） 環状軽軌 鼓山区公所駅 - 台鉄美術館駅間
    - （新駅開業） 馬卡道駅

## 主なダイヤ改正

### 1月
- 1月9日
  - とさでん交通[71]
- 1月25日
  - 熊本市交通局[72]
- 1月30日
  - 叡山電鉄[73]
- 1月31日
  - 京阪電気鉄道（京津線・石山坂本線・鋼索線を除く）[74] - 本改正分よりポケット時刻表の配布を終了した。

### 2月
- 2月20日
  - 東京都交通局（都電荒川線）[75]
- 2月22日
  - 沖縄都市モノレール[76]

### 3月
- 3月1日
  - 伊予鉄道[77]
- 3月13日
  - JRグループ - 東日本旅客鉄道水戸支社・西日本旅客鉄道岡山支社・九州旅客鉄道においては本改正分よりポケット時刻表の配布を終了した。
  - 道南いさりび鉄道[78]
  - 青い森鉄道[79]
  - IGRいわて銀河鉄道[80]
  - 三陸鉄道[81]
  - 秋田内陸縦貫鉄道[25]
  - 由利高原鉄道[82]
  - 阿武隈急行[83]
  - 仙台空港鉄道[84]
  - 会津鉄道[85]
  - 野岩鉄道
  - ひたちなか海浜鉄道[26]
  - 東京地下鉄
  - 東京都交通局（三田線、新宿線）
  - 小田急電鉄[86] - 本改正分よりポケット時刻表の配布を終了した。
  - 東武鉄道（伊勢崎線・大師線・日光線・東上線）[87]
  - 西武鉄道（多摩川線・山口線を除く）[28]
  - 東急電鉄[88]
  - 京王電鉄
  - 首都圏新都市鉄道[89]
  - 東葉高速鉄道
  - 秩父鉄道
  - 東京モノレール
  - 横浜高速鉄道
  - 相模鉄道[90]
  - 埼玉高速鉄道[91]
  - 埼玉新都市交通
  - いすみ鉄道
  - 鹿島臨海鉄道
  - 御岳登山鉄道
  - 箱根登山鉄道
  - 長野電鉄
  - 富士急行
  - 伊豆急行
  - 岳南鉄道[92]
  - 天竜浜名湖鉄道[93]
  - しなの鉄道[94]
  - えちごトキめき鉄道[95]
  - 北越急行[96]
  - あいの風とやま鉄道[97]
  - IRいしかわ鉄道[98]
  - 名古屋臨海高速鉄道[99]
  - 長良川鉄道[100]
  - 京都丹後鉄道[101]
  - 京福電気鉄道（嵐山本線）[102]
  - 阪急電鉄[103] - 本改正分よりポケット時刻表の配布を終了した。
  - 阪神電気鉄道（本線）[104]
  - 神戸電鉄（三田線・公園都市線）[105]
  - 北条鉄道
  - 和歌山電鐵
  - 智頭急行[106]
  - 若桜鉄道[107]
  - 水島臨海鉄道
  - 広島高速交通
  - 井原鉄道
  - 阿佐海岸鉄道[108]
  - 土佐くろしお鉄道[109]
  - 西日本鉄道[110]
  - 福岡市交通局（空港線・箱崎線）
  - 筑豊電気鉄道
  - 平成筑豊鉄道
  - 甘木鉄道
  - 島原鉄道
  - 肥薩おれんじ鉄道[35]
- 3月21日
  - 富山地方鉄道（富山軌道線）[111]
- 3月27日
  - 京浜急行電鉄[112]
  - 京成電鉄
  - 東京都交通局（浅草線）
  - 横浜シーサイドライン
- 3月28日
  - 上田電鉄[113]

### 4月
- 4月1日
  - 函館市電[114]
  - 富山地方鉄道（鉄道線）[115]
  - 北陸鉄道[116]
- 4月5日
  - 熊本電気鉄道（上熊本駅 - 北熊本駅間）[117]

### 5月
- 5月22日
  - 名古屋鉄道[118] - 詳細は「2005年からの名古屋鉄道ダイヤ改正」を参照
  - 南海電気鉄道[119][120] - 本改正分よりポケット時刻表の配布を終了した。
  - 豊橋鉄道[121]

### 6月
- 6月12日
  - 山万[122]
- 6月26日
  - 横浜市交通局[123]

### 7月
- 7月1日
  - 京阪電気鉄道（鋼索線）[124]
- 7月3日
  - 近畿日本鉄道[125]
  - 養老鉄道[126]
  - 伊賀鉄道[127]
- 7月17日
  - 江ノ島電鉄[128]

### 9月
- 9月11日
  - 多摩都市モノレール[129]
- 9月25日
  - 京阪電気鉄道[130]
  - 叡山電鉄[131]

### 10月
- 10月1日
  - 一畑電車[132]
  - 筑豊電気鉄道[133]
- 10月2日
  - 関東鉄道（常総線）[134]
  - 西日本旅客鉄道[135]
  - 京都丹後鉄道[136]
  - 若桜鉄道[137]
  - 井原鉄道[138]
- 10月10日
  - 静岡鉄道[139]
- 10月18日
  - 京浜急行電鉄（久里浜線）[140]
- 10月30日
  - 名古屋鉄道[141] - 詳細は「2005年からの名古屋鉄道ダイヤ改正」を参照

### 11月
- 11月27日
  - 高松琴平電気鉄道（志度線）[142]

### 12月
- 12月11日
  - 大阪モノレール[143]

## 災害・不通・事故・事件など

### 1月
- 8日
  -  北海道旅客鉄道
    - （火災） 9時40分頃、宗谷本線音威子府駅構内に停車中の保線作業用機械（排雪モーターカーロータリー）の排気管まわりから煙が発生。初期消火に当たると共に消防車も出動した。この火災によるけが人はなく、列車の運行にも影響はなかった[144]。
- 11日
  -  西日本旅客鉄道
    - （異臭騒ぎ） 18時過ぎ、山陽新幹線新尾道駅 - 福山駅間を走行中の博多発東京行ののぞみ50号の車内で異臭騒ぎが発生。同車は岡山駅で点検を行うも車両に異常が認められなかったためそのまま運行を継続した。その後の調べで小倉駅から乗車した客が衣服に灯油のしみが付いたまま乗車していたことが判明。この騒ぎで同列車及び後続列車に最大32分の遅れが生じ、約2300人に影響が出た[145]。
- 25日
  -  小田急電鉄
    - （敷地内侵入） 2020年10月25日、2012年に引退したロマンスカー「20000系（RSE）」のロマンスカーミュージアムへの回送電車を撮影するために相模大野駅付近の鉄道敷地内に無断で立ち入ったとして、神奈川県警相模原南署は鉄道営業法違反で神奈川県内の男子高校生を家庭裁判所に送致した。また同駅や座間駅周辺の敷地内では他にも数名が無断侵入しており、同署で引き続き調べている[146]。
- 28日
  -  四国旅客鉄道
    - （立ち往生） 20時15分頃、瀬戸大橋上を走行していた瀬戸大橋線岡山発高松行の快速マリンライナーが強風の影響により2時間40分にわたって橋の上で立ち往生するトラブルが発生。約90名の乗客に体調不良を訴える者はいなかった[147]。

### 2月
- 13日
  -  九州旅客鉄道
    - （運転再開） 久大本線 由布院駅 - 庄内駅（令和2年7月豪雨のため2020年7月7日から不通）[148]

### 3月
- 1日
  -  九州旅客鉄道
    - （運転再開） 久大本線 豊後森駅 - 由布院駅（令和2年7月豪雨のため2020年7月7日から不通）[149]
- 16日
  -  東日本旅客鉄道
    - （転倒事故） 13時30分頃、外房線太東駅に停車したE131系電車の閉めようとしたドアから降車しようとした70歳代の男性乗客が転倒し、太ももの骨を骨折する重傷事故が発生。また4月には内房線で同系電車のドアに乗客が挟まれそうになる事象も発生。これらは10月5日になって判明した[150]。
- 26日
  -  エジプト鉄道
    - （追突事故） 11時42分、ソハーグ県タフタ付近のカイロ・アスワン線を走行するルクソール発アレクサンドリア行きの列車の緊急ブレーキが何者かによって作動させられたため[151]、後続の同方向のアスワン発カイロ行きの列車が追突。19人死亡、185人負傷[152][153][154]。

  -  東日本旅客鉄道
    - （衝突事故） 未明、茨城県土浦市木田余の常磐線土浦駅 - 神立駅間を走行する品川発勝田行きの普通電車（10両編成）が線路内に置かれた乗用車と衝突し、乗用車が全焼し、先頭車両の前部も焼けた。乗客と乗員合わせて64人にけがはなかった。この事故により、土浦駅 - 羽鳥駅間は運転見合わせたが、同日午後6時前に運転再開。警察によると、乗用車は直前まで捜査車両に追跡されていた車で、運転していた人物は線路内に車を置いて逃げたと見られる[155][156]。その後6月2日になり、土浦市内に住むベトナム国籍の20代の男が事件に関与した可能性があることが判明し、同県警は容疑が固まり次第道路交通法違反などの疑いで立件する方針[157]。
- 27日
  -  東日本旅客鉄道
    - （運転再開） 水郡線 袋田駅 - 常陸大子駅（令和元年東日本台風（台風19号）のため2019年10月12日から不通）[158][159][160]
- 28日
  -  上田電鉄
    - （運転再開） 別所線 上田駅 - 城下駅（令和元年東日本台風（台風19号）のため2019年10月12日から不通）[161][162][163]

### 4月
- 2日
  -  台湾鉄路管理局
    - （衝突・脱線事故） 9時28分、花蓮県秀林郷の北回線崇徳駅 - 和仁駅間を走行する樹林発台東行きのタロコ特急408号（8両編成）が線路内に侵入する鉄道工事用のトラックと衝突し、清水トンネル内で脱線。清明節連休の初日であるため、350人以上が乗車。運転士を含む49人が死亡、245人が負傷[164][165][166]。
- 18日
  -  エジプト鉄道
    - （脱線事故） 13時54分、ガルビーヤ県トゥーハ付近を走行するカイロ発マンスーラ行きの観光列車が脱線[167]。11人死亡、98人負傷[168]。

### 5月
- 2日
  -  東日本旅客鉄道
    - （立ち往生） 14時頃、新潟県新潟市の越後線の青山駅 - 関屋駅間の関屋分水路にかかる鉄橋上で、吉田発新潟行きの普通電車がブレーキの誤作動により動けなくなる事案が発生。同列車に乗っていた93人が4時間以上にわたって閉じ込められ、また30本の列車が運休し2100人に影響が出た。JR東日本は車両の不具合とみて原因を調べている[169]。
- 3日
  -  メキシコシティ地下鉄
    - （高架崩落） 22時25分ごろ、メキシコシティ南東部のトラウアクにある、メキシコシティ地下鉄12号線オリボス駅 - テソンコ駅間の高架橋が崩落し、下方のトラウアク通りに落下。高架橋上を走行中の列車1編成とトラウアク通りを走る自動車が巻き込まれ、少なくとも23人が死亡、70人以上が負傷[170][171]。
- 16日
  -  東海旅客鉄道
    - （不祥事） 8時15分頃、東海道新幹線熱海駅 - 三島駅間を走行中の東京発新大阪行のひかり633号の運転士が、急な腹痛に襲われたため走行中であるにもかかわらずトイレのため約3分間運転席を離席する不祥事が発生したことを20日にJR東海が発表すると同時に国土交通省にも報告した。当時列車は時速150km/hで走行しており、約160人が乗っていた。JR東海は運転士を処分する方針[172]。
- 24日
  -  ラピドKL
    - （正面衝突） 20時45分頃、クアラルンプール市内のクラナ・ジャヤ線KLCC駅近くの地下トンネル内で、自動運転中の営業車両と試験運転中の回送車両が正面衝突。乗客213人がケガを負いうち47人が重傷。運輸当局は連絡ミスなどが事故の原因とみて調べている[173][174]。

### 7月
- 20日
  -  鄭州地下鉄
    - （冠水） 18時ごろ、集中豪雨により5号線の五龍口車両基地および付近区間が浸水。海灘寺駅 - 沙口路駅間で緊急停止中の列車が冠水し、乗客14人死亡、多数負傷[175]。

### 8月
- 6日
  -  小田急電鉄
    - （殺傷事件）午後8時30分頃、東京都世田谷区の成城学園前駅 - 祖師ヶ谷大蔵駅間の小田原線上り快速急行車内で、36歳の男が牛刀で乗客を切りつけ、10人が負傷（小田急線刺傷事件）[176][177]。
- 24日
  -  東京地下鉄
    - （傷害事件）午後9時ごろ、白金高輪駅の改札から地上出口に上がるエスカレーター付近で硫酸による傷害事件が発生。2人が負傷[178]。

### 9月
- 7日
  -  京浜急行電鉄
    - （書類送検）2019年に発生した京浜急行本線神奈川新町第1踏切衝突事故の運転士が書類送検された[179]。
- 9日
  -  東日本旅客鉄道
    - （書類送検）2021年3月に東京都日野市栄町1丁目のJR中央線の線路に侵入した容疑で、「撮り鉄」2人が書類送検された[180]。
- 18日
  -  叡山電鉄
    - （運転再開） 鞍馬線 市原駅 - 鞍馬駅（令和2年7月豪雨のため2020年7月8日から不通）[181]。
- 25日
  - アムトラック
    - （脱線事故）アメリカ西部のモンタナ州ジョプリン付近で、乗員乗客約160人を乗せたシカゴ発シアトル行きの列車が脱線、一部横転し、３人が死亡した[182][183]。

### 10月
- 1日
  -  筑豊電気鉄道
    - （駅休止） 筑豊電気鉄道線西黒崎駅（国道3号黒崎バイパス黒崎西ランプ建設工事のため4年程度運休）[184]。
- 7日
  -  東京都交通局
    - （災害・運休） 午後10時41分ごろに発生した千葉県北西部地震により、日暮里駅発見沼代親水公園駅行きの日暮里・舎人ライナー列車（5両編成）が、舎人公園駅付近で緊急停止した際、先頭から3両が脱輪する事故が起き[185]、乗客3人が負傷した[186]。脱輪した車両の搬出作業などにより、10月11日始発から運転を再開した[187]。
- 20日
  -  マカオLRT
    - （運休） タイパ線のシステムで使われている22キロボルト高圧ケーブルに欠陥が見つかり、サプライヤーの三菱重工業が全面交換を行うため半年間の運休[188]。
- 31日
  -  京王電鉄
    - （放火・殺傷事件）午後8時頃、東京都調布市の調布駅から発車した直後の京王八王子発新宿行き京王線上り特急列車内で、乗客の24歳の男が刃物で他の乗客を切りつけた上、液体を撒いて放火し、18人が重軽傷を負った。列車は布田駅を通過後に乗客によって非常通報装置のボタンが押されたため、国領駅で緊急停車したが、車両のドアとホームドアが開かなかったため、多数の乗客が窓を開けホームドアを乗り越えて脱出した。男はのちに殺人未遂容疑で警視庁調布警察署の署員に現行犯逮捕された（京王線刺傷事件）[189][190][191]。

### 11月
- 6日
  -  東京メトロ
    - （乗客トラブル）朝、東京メトロ東西線の東陽町駅付近を走行中の車内で、50代の男が千枚通しのような工具を乗客の男女に示したため、車内はパニックになり、一時運転を見合わせる事態になった。男は門前仲町駅の近くで身柄を確保された[192]。
- 8日
  -  九州旅客鉄道
    - （放火未遂事件）午前8時45分ごろ、熊本県の熊本駅 - 新八代駅の間を走行中の広島発鹿児島中央行き九州新幹線下り「さくら401号」3号車の車内で、乗客の69歳の男が床に液体をまき放火しようとしたが、火はすぐに消し止められ、けが人はいなかったが、煙が出ていたため列車は一時停止した。のちに男は放火未遂容疑で新八代駅で現行犯逮捕された[193][194][195]。
- 15日
  -  東海旅客鉄道
    - （運転再開） 飯田線 伊那新町駅 - 辰野駅(令和3年8月の大雨により2021年8月14日から運休)[196]
- 23日
  -  近畿日本鉄道
    - （重大インシデント） 18時50分頃、三重県朝日町内を走行していた近鉄名古屋発大阪難波行特急「アーバンライナー」の扉が1cm開いたまま走行するトラブルが発生。列車は近鉄四日市駅で運転を打ち切った。折り戸を開閉する部品に破断があったものと見られる[197][198]。
- 28日
  -  くま川鉄道
    - （運転再開） 湯前線 肥後西村駅 - 湯前駅（令和2年7月豪雨のため2020年7月4日から不通）[199][200]

### 12月
- 11日
  -  九州旅客鉄道
    - （運転再開） 日南線 青島駅 - 志布志駅（令和3年台風第14号のため2021年9月16日から不通）[201]

## 鉄道車両

### 運転開始・運転終了・さよなら運転
- 1月31日
  -  京阪電気鉄道
    - （運転開始） 京阪3000系（2代）「プレミアムカー」[74][202]
- 2月10日
  -  名古屋鉄道
    - （運転終了） 1700系
- 2月12日
  -  近畿日本鉄道
    - （定期運用終了） 12200系[203]
- 2月21日
  -  東京地下鉄
    - （運転開始） 17000系[204][205][206]
- 3月11日
  -  九州旅客鉄道
    - （運転終了） キハ200系、キハ220系（大村線「シーサイドライナー」）[207]
- 3月12日
  -  東日本旅客鉄道
    - （運転終了） 185系　特急「踊り子」、「湘南ライナー」[208][209][210][211]
    - （運転終了） キハ40系、キハ48系（五能線、男鹿線）[212][213]

  -  西日本旅客鉄道
    - （運転終了） 105系（紀勢本線）[214]
    - （運転終了） 415系800番台、413系（七尾線）[215]

  -  四国旅客鉄道
    - （運転終了） 2000系 特急「南風・しまんと」[216][217]

  -  九州旅客鉄道
    - （運転終了） 787系 特急「かいおう」

  -  日本貨物鉄道
    - （運転終了） DD51形[218]
- 3月13日
  -  東日本旅客鉄道
    - （運転開始） E131系[219][220]
- 3月21日
  -  箱根登山鉄道
    - （運転終了） モハ2形109号[221][222]
- 4月4日
  -  台湾鉄路管理局
    - （運転開始） EMU900型[223]
- 4月23日
  -  小湊鉄道
    - （運転開始） キハ40系[224][225]
- 4月25日
  -  台中捷運公司（緑線）
    - （運転開始） 台中捷運中運量電車[226]
- 4月26日
  -  能勢電鉄
    - （運転終了） 3100系[227]
- 5月21日
  -  西日本旅客鉄道
    - 　（運転終了） 12系 「SL北びわこ号」[228]
- 6月30日
  -  九州旅客鉄道
    - （運転終了） キハ66・67形（大村線）[229][230][231]
- 7月4日
  -  えちごトキめき鉄道
    - （運転開始） 455系・413系[232][233]
- 7月24日
  -  神戸市交通局
    - （運転終了） 3000形
- 8月7日
  -  東京地下鉄
    - （運転開始） 18000系[234][235][236]
- 9月4日
  -  京阪電気鉄道
    - （運転終了） 5000系[237][238]
- 9月26日
  -  東日本旅客鉄道
    - （定期運用終了） 485系「ジパング」[239]。
- 10月1日
  -  東日本旅客鉄道
    - （運用終了） E4系[240][241]
- 10月31日
  -  札幌市交通局
    - （定期運用終了） M101形[242]。
- 11月1日
  -  新京成電鉄
    - （運用終了） 8000形
- 11月3日
  -  高松琴平電気鉄道
    - (運用終了) 1000形、3000形[243][注 3]
- 11月18日
  -  東日本旅客鉄道
    - （運転開始） E131系（相模線）[244]
- 12月25日
  -  阿佐海岸鉄道
    - （運転開始） DMV93形[245][246][247][248][249]
- 12月27日
  -  四国旅客鉄道
    - （運転終了） キロ47形 「伊予灘ものがたり」[250]。

### 新系列・新形式
- 東日本旅客鉄道
  - E131系
- 東京地下鉄
  - 18000系
- 西日本旅客鉄道
  - DEC700形[251][252]
- 台湾鉄路管理局
  - EMU3000型[253]

### 譲渡形式
- えちごトキめき鉄道 ← 西日本旅客鉄道
  - 455系・413系[232][254][233]
- 西濃鉄道 ← 秋田臨海鉄道[255]
  - DE10形ディーゼル機関車1251号機
- 伊豆急行 ← 東日本旅客鉄道[256]
  - 209系
- 北条鉄道 ← 東日本旅客鉄道
  - キハ40系[257]。

### 消滅形式
- 東日本旅客鉄道
  - 215系
  - E4系
  - DD16形
- 西日本旅客鉄道
  - 443系
- 新京成電鉄
  - 8000形
- 名古屋鉄道
  - 1700系
- 京阪電気鉄道
  - 5000系
- 能勢電鉄
  - 3100系
- 神戸市営地下鉄
  - 3000形

### 受賞
- ブルーリボン賞  - 近鉄80000系電車[258]
- ローレル賞 -  JR東日本E261系電車、N700S系新幹線電車
- グッドデザイン賞 - 東京メトロ18000系電車[259]、広島高速交通7000系電車[260]、新幹線N700S系電車[261]、新幹線N700S系電車のグリーン車シート[262]、WEST EXPRESS 銀河[263]、台湾鉄路管理局EMU3000型電車[264]

## その他
- 4月19日
  -  小田急電鉄
    - （施設開業） ロマンスカーミュージアム開館[265][266][267][268]